# Liste der Mitglieder des Ersten Vereinigten Landtages der Provinz Posen
Diese Liste nennt die Mitglieder des Ersten Vereinigten Landtages aus der Provinz Posen 1847.

## Hintergrund
Formal war der Vereinigte Landtag ein gemeinsames Zusammenkommen der Provinziallandtage Preußens. Entsprechend setzte sich die Gruppe der Abgeordneten aus der Provinz Posen so zusammen, wie der Provinziallandtag der Provinz Posen.

## Liste der Abgeordneten
| Kurie                                 | Wahlbezirk                                | Abgeordneter                           | Anmerkung                                           |
| ------------------------------------- | ----------------------------------------- | -------------------------------------- | --------------------------------------------------- |
| Stand der Prälaten, Grafen und Herren | Fürst Thurn und Taxis                     | Freiherr George von Massenbach         | Bialokosz                                           |
| Stand der Prälaten, Grafen und Herren |                                           | Fürst August Anton Sułkowski           | Schloss Reisen bei Lissa                            |
| Stand der Prälaten, Grafen und Herren |                                           | Fürst Wilhelm von Radiziwill           |                                                     |
| Stand der Prälaten, Grafen und Herren |                                           | Fürst Boguslaw von Radiziwill          |                                                     |
| Stand der Prälaten, Grafen und Herren |                                           | Graf Athanasius von Raczynski          |                                                     |
| Ritterschaft                          |                                           | Graf Adolf Bninski                     | Provinziallandschaftsrat, Cmachowo                  |
| Ritterschaft                          | Kreis Fraustadt                           | Alexander von Brodowski                | Generallandschaftsdirektor, Geiersdorf              |
| Ritterschaft                          |                                           | Fellmann                               | Jankowo                                             |
| Ritterschaft                          |                                           | Freiherr Rudolf Hiller von Gaertringen | Betsche                                             |
| Ritterschaft                          |                                           | von Jaraczewski                        | Gluchowo                                            |
| Ritterschaft                          |                                           | Dr. Anton von Kraszewski               | Tarkowo                                             |
| Ritterschaft                          |                                           | Küpfer                                 | Legationsrat a. D., Czaycz                          |
| Ritterschaft                          | Kreis Pleschen                            | Joseph von Kurcewski                   | Generallandschaftsrat, Kowalewo                     |
| Ritterschaft                          |                                           | August von Miszewski                   | Modliszewo                                          |
| Ritterschaft                          |                                           | Graf Theodor Mycielski                 | Chocieszewice                                       |
| Ritterschaft                          |                                           | von Niegolewski                        | ehemaliger polnischer Oberst, Niegolewo             |
| Ritterschaft                          |                                           | Stanislaus von Poninski                | Tulce                                               |
| Ritterschaft                          | Kreis Kosten                              | Eduard von Potworowski                 | Gola                                                |
| Ritterschaft                          |                                           | von Psarski                            | Provinziallandschaftsrat, Doruchow                  |
| Ritterschaft                          |                                           | von Reiche                             | Rosbisek                                            |
| Ritterschaft                          |                                           | Pantaleon Schumann                     | Regierungsrat a. D., Kujawski                       |
| Ritterschaft                          |                                           | Graf Arnold von Skorzewski             | Lubostrom                                           |
| Ritterschaft                          |                                           | Ignatz von Skorzewski                  | Nekla                                               |
| Ritterschaft                          |                                           | Graf Heliodor von Skorzewski           | Kammerherr, Prochnowo                               |
| Ritterschaft                          |                                           | von Treskow                            | Radojewo                                            |
| Ritterschaft                          |                                           | von Wegierski                          | Wegry                                               |
| Ritterschaft                          |                                           | Camill von Zakrzewski                  | Generallandschaftsrat, Mszczyczyn                   |
| Städte                                |                                           | Baensch                                | Kaufmann, Lissa                                     |
| Städte                                | Stadt Meseritz                            | Moritz Adolph Heinrich Brown           | Bürgermeister, Meseritz                             |
| Städte                                |                                           | Cleemann                               | Kaufmann, Fraustadt                                 |
| Städte                                | Stadt Posen                               | Friedrich Wilhelm Grätz                | Kaufmann, Posen                                     |
| Städte                                | Stadt Rawicz                              | Wilhelm Hausleutner                    | Apotheker, Rawicz                                   |
| Städte                                |                                           | Jäckel                                 | Post-Exped., Wollstein                              |
| Städte                                |                                           | Zieten                                 | Vertreter für Jäckel                                |
| Städte                                |                                           | Kluge                                  | Seifensieder, Schwersenz                            |
| Städte                                | Stadt Gnesen                              | Johann Kugler                          | Apotheker, Gnesen                                   |
| Städte                                | Stadt Posen                               | Eugen Naumann                          | Geheimer Regierungsrat und Oberbürgermeister, Posen |
| Städte                                | Kreise Krotoschin, Adelnau und Schildberg | Joseph Paternowski                     | Bürgermeister, Dobrzyna                             |
| Städte                                |                                           | Pendzynski                             | Schänker, Schrimm                                   |
| Städte                                |                                           | Rückert                                | Kaufmann, Bajanowo                                  |
| Städte                                |                                           | Steierowitz                            | Bürgermeister, Exin                                 |
| Städte                                | Kreise Gnesen, Inowrazlaw und Mogilno     | Carl Urban                             | Kämmerer, Inowraclaw                                |
| Städte                                |                                           | Zielowski                              | Bürgermeister, Miescisko                            |
| Landgemeinden                         |                                           | Dräger II.                             | Ackerwirt, Czmon                                    |
| Landgemeinden                         | Kreis Buk, Obornik, Posen und Samter      | Carl Jordan                            | Freigutsbesitzer, Comecice                          |
| Landgemeinden                         | Kreise Czarnikau, Chodziesen, Wongrowiec  | Johann Ludwig König                    | Freischulz, Rosko                                   |
| Landgemeinden                         |                                           | Krause                                 | Ackerwirt, Chalupsko                                |
| Landgemeinden                         |                                           | Meißner                                | Erbpächter, Kaczlin                                 |
| Landgemeinden                         |                                           | Stanislaus Przygodzki                  | Freigutsbesitzer, Widziszewo                        |
| Landgemeinden                         | Kreise Adelnau, Krotoschin und Schildberg | Michael Sadomski                       | Grundbesitzer, Lisny                                |
| Landgemeinden                         |                                           | Stark                                  | Freischulz, Bialosliwe                              |